# Ilheus Challenger
L'Ilheus Challenger è stato un torneo professionistico di tennis giocato su campi in cemento. Faceva parte dell'ATP Challenger Series. Si giocava annualmente a Ilhéus in Brasile.

## Albo d'oro

### Singolare
| Anno | Campione         | Finalista              | Punteggio     |
| ---- | ---------------- | ---------------------- | ------------- |
| 1989 | Richard Fromberg | Jean-Philippe Fleurian | 3–6, 6–3, 6–2 |
| 1990 | Luis Herrera     | Patrick Baur           | 6–2, 6–2      |

### Doppio
| Anno | Campioni                         | Finalisti                     | Punteggio     |
| ---- | -------------------------------- | ----------------------------- | ------------- |
| 1989 | Javier Frana Cássio Motta        | Sergio Casal Javier Sánchez   | 6–4, 6–2      |
| 1990 | Hendrik Jan Davids Jacco Eltingh | Roger Smith Tobias Svantesson | 4–6, 6–3, 6–4 |